# 水瀨瑠瑠羽
水瀨瑠瑠羽（日语：水瀬 るるう），日本漫畫家。代表作是目前在芳文社連載、2016年1月至3月播出同名電視動畫的《房東妹子青春期》。

## 作品
全由芳文社發行。

### 連載漫畫
- 房東妹子青春期，原名《大家思春期！》（《Manga Time Family（日语：まんがタイムファミリー）》2012年6月號／《Manga Time（日语：まんがタイム）》2014年2月號－連載中，已出版17冊／2023年11月）
- （《Manga Time Special》）

### 同人漫畫
- 靈感少女同人漫畫選集[1]

### 短篇集
- 泊 水短編集

## 來源
1. ↑  . Comic Natalie. Natalie. 2015-05-07  [2016-11-05]. （原始内容存档于2016-10-26） （日语）.

## 外部連結
- （日語）－水瀨瑠瑠羽的官方個人網站。